# Puchar Europy w Lekkoatletyce 1970 – eliminacje mężczyzn (Barcelona)
Eliminacje pucharu Europy w lekkoatletyce w 1970 mężczyzn odbyły się 20 i 21 czerwca w Barcelonie. Były to jedne z trzech zawodów eliminacyjnych. Pozostałe odbyły się w Reykjavíku i Wiedniu.
Wystąpiły cztery zespoły, z których dwa najlepsze awansowały do półfinału w Zurychu.

## Klasyfikacja generalna
| Poz. | Reprezentacja | Punkty |
| ---- | ------------- | ------ |
| 1    | Hiszpania     | 64     |
| 2    | Rumunia       | 50     |
| 3    | Holandia      | 44     |
| 4    | Grecja        | 41     |

## Wyniki indywidualne
Kolorami oznaczono zawodników reprezentujących zwycięskie drużyny.

### Bieg na 100 metrów
| Lp. | Państwo   | Zawodnik                  | Wynik |
| --- | --------- | ------------------------- | ----- |
| 1.  | Hiszpania | José Luis Sánchez Paraíso | 10,6  |
| 2.  | Rumunia   | Gheorghe Zamfirescu       | 10,8  |
| 3.  | Grecja    | Wasilis Papajeorgopulos   | 10,9  |
| 4.  | Holandia  | Ad de Jong                | 10,9  |

### Bieg na 200 metrów
| Lp. | Państwo   | Zawodnik            | Wynik |
| --- | --------- | ------------------- | ----- |
| 1.  | Hiszpania | Luis Sarría         | 21,2  |
| 2.  | Rumunia   | Gheorghe Zamfirescu | 21,4  |
| 3.  | Grecja    | Charis Ajwaliotis   | 21,8  |
| 4.  | Holandia  | Teun de Boer        | 22,0  |

### Bieg na 400 metrów
| Lp. | Państwo   | Zawodnik            | Wynik |
| --- | --------- | ------------------- | ----- |
| 1.  | Hiszpania | Ramón Magariños     | 47,2  |
| 2.  | Holandia  | Rijn van den Heuvel | 47,4  |
| 3.  | Rumunia   | Tudor Puiu          | 47,5  |
| 4.  | Grecja    | Stawros Dziordzis   | 49,4  |

### Bieg na 800 metrów
| Lp. | Państwo   | Zawodnik            | Wynik  |
| --- | --------- | ------------------- | ------ |
| 1.  | Rumunia   | Gheorge Ungureanu   | 1:48,4 |
| 2.  | Holandia  | Bram Wassenaar      | 1:49,8 |
| 3.  | Hiszpania | Teodoro Barrio      | 1:52,3 |
| 4.  | Grecja    | Dimitrios Tombaidis | 1:52,9 |

### Bieg na 1500 metrów
| Lp. | Państwo   | Zawodnik             | Wynik  |
| --- | --------- | -------------------- | ------ |
| 1.  | Hiszpania | Alberto Estebán      | 3:47,6 |
| 2.  | Holandia  | Bram Wassenaar       | 3:47,9 |
| 3.  | Rumunia   | Petre Lupan          | 3:49,5 |
| 4.  | Grecja    | Spilios Zacharopulos | 3:50,7 |

### Bieg na 5000 metrów
| Lp. | Państwo   | Zawodnik        | Wynik   |
| --- | --------- | --------------- | ------- |
| 1.  | Hiszpania | Javier Álvarez  | 14:12,6 |
| 2.  | Holandia  | Sjef Hensgens   | 14:17,6 |
| 3.  | Rumunia   | Ortwin Scheible | 14:37,4 |
| 4.  | Grecja    | Joanis Wirwilis | 15:06,6 |

### Bieg na 10 000 metrów
| Lp. | Państwo   | Zawodnik            | Wynik   |
| --- | --------- | ------------------- | ------- |
| 1.  | Hiszpania | Javier Álvarez      | 29:45,6 |
| 2.  | Rumunia   | Nicolae Mustață     | 29:51,2 |
| 3.  | Holandia  | Egbert Nijstad      | 29:57,2 |
| 4.  | Grecja    | Nikolaos Awlakiotis | 32:29,4 |

### Bieg na 110 metrów przez płotki
| Lp. | Państwo   | Zawodnik           | Wynik |
| --- | --------- | ------------------ | ----- |
| 1.  | Rumunia   | Nicolae Pertea     | 14,4  |
| 2.  | Holandia  | Hans van Enkhuizen | 14,5  |
| 3.  | Grecja    | Efstratios Wasiliu | 14,8  |
| 4.  | Hiszpania | Rafael Cano        | 14,9  |

### Bieg na 400 metrów przez płotki
| Lp. | Państwo   | Zawodnik           | Wynik |
| --- | --------- | ------------------ | ----- |
| 1.  | Rumunia   | Ion Ratoi          | 51,5  |
| 2.  | Hiszpania | Manuel Soriano     | 52,3  |
| 3.  | Grecja    | Georgios Birmbilis | 52,8  |
| 4.  | Holandia  | Wim Braaksma       | 53,3  |

### Bieg na 3000 metrów z przeszkodami
| Lp. | Państwo   | Zawodnik            | Wynik  |
| --- | --------- | ------------------- | ------ |
| 1.  | Rumunia   | Gheorghe Cefan      | 8:59,6 |
| 2.  | Hiszpania | Joaquín Sánchez     | 9:04,0 |
| 3.  | Grecja    | Panajotis Nakopulos | 9:06,4 |
| 4.  | Holandia  | Wil Willems         | 9:11,6 |

### Sztafeta 4 × 100 metrów
| Lp. | Państwo   | Zawodnicy                                                                        | Wynik |
| --- | --------- | -------------------------------------------------------------------------------- | ----- |
| 1.  | Hiszpania | José Luis Sánchez Paraíso Juan Carlos Jones Pedro Aguadé Manuel Carballo         | 40,7  |
| 2.  | Holandia  | Janssen Ad de Jong Ad van Boekel Teun de Boer                                    | 40,8  |
| 3.  | Grecja    | Wasilis Papajeorgopulos Jeorios Mikelidis Panajotis Nikolaidis Charis Ajwaliotis | 41,3  |
| 4.  | Rumunia   | Gheorghe Zamfirescu Todorescu Nicolae Pertea Szabó                               | 41,4  |

### Sztafeta 4 × 400 metrów
| Lp. | Państwo   | Zawodnicy                                                            | Wynik  |
| --- | --------- | -------------------------------------------------------------------- | ------ |
| 1.  | Holandia  | Louis Franssen Fred van Herpen Martin Moser Rijn van den Heuvel      | 3:08,9 |
| 2.  | Rumunia   | Tudor Puiu Ion Ratoi Gheorge Ungureanu Gheorghe Zamfirescu           | 3:09,6 |
| 3.  | Hiszpania | Ramón Magariños Rogelio Rivas Luis Sarría José Ignacio Gómez Pellico | 3:10,2 |
| 4.  | Grecja    | Antonopoulos Stawros Dziordzis Panajotis Gasparinatos Gaglianis      | 3:14,9 |

### Skok wzwyż
| Lp. | Państwo   | Zawodnik              | Wynik  |
| --- | --------- | --------------------- | ------ |
| 1.  | Grecja    | Wasilios Papadimitriu | 2,13 = |
| 2.  | Hiszpania | Luis María Garriga    | 2,09   |
| 3.  | Holandia  | Ben Lesterhuis        | 2,02   |
| 4.  | Rumunia   | Nicolae Pertea        | 1,99   |

### Skok o tyczce
| Lp. | Państwo   | Zawodnik             | Wynik |
| --- | --------- | -------------------- | ----- |
| 1.  | Grecja    | Christos Papanikolau | 5,05  |
| 2.  | Hiszpania | Ignacio Sola         | 4,50  |
| 3.  | Rumunia   | Dinu Pistalu         | 4,80  |
| 4.  | Holandia  | Bert Krijnen         | 4,40  |

### Skok w dal
| Lp. | Państwo   | Zawodnik                | Wynik |
| --- | --------- | ----------------------- | ----- |
| 1.  | Hiszpania | Rafael Blanquer         | 7,69  |
| 2.  | Holandia  | Ad de Jong              | 7,38  |
| 3.  | Grecja    | Atanasios Polichronakis | 7,44  |
| –   | Rumunia   | Vasile Sărucan          | NM    |

### Trójskok
| Lp. | Państwo   | Zawodnik          | Wynik |
| --- | --------- | ----------------- | ----- |
| 1.  | Rumunia   | Carol Corbu       | 16,46 |
| 2.  | Hiszpania | Luis Felipe Areta | 16,02 |
| 3.  | Grecja    | Ewangelos Wlasis  | 16,01 |
| 4.  | Holandia  | Kees de Kort      | 14,81 |

### Pchniecie kulą
| Lp. | Państwo   | Zawodnik         | Wynik |
| --- | --------- | ---------------- | ----- |
| 1.  | Grecja    | Jeorjos Lemonis  | 17,41 |
| 2.  | Hiszpania | Antonio Herrería | 16,31 |
| 3.  | Holandia  | Cees van Wees    | 15,30 |
| 4.  | Rumunia   | Dumitrescu       | 13,47 |

### Rzut dyskiem
| Lp. | Państwo   | Zawodnik         | Wynik |
| --- | --------- | ---------------- | ----- |
| 1.  | Holandia  | Harry Zitzen     | 53,90 |
| 2.  | Hiszpania | José Banzo       | 51,90 |
| 3.  | Grecja    | Nikolaos Tsiaras | 51,46 |
| 4.  | Rumunia   | Dumitrescu       | 49,58 |

### Rzut młotem
| Lp. | Państwo   | Zawodnik           | Wynik |
| --- | --------- | ------------------ | ----- |
| 1.  | Grecja    | Jeorjos Babaniotis | 61,80 |
| 2.  | Rumunia   | Gheorghe Costache  | 59,92 |
| 3.  | Hiszpania | Antonio Fibla      | 58,96 |
| 4.  | Holandia  | Klaas Veuger       | 47,22 |

### Rzut oszczepem
| Lp. | Państwo   | Zawodnik              | Wynik |
| --- | --------- | --------------------- | ----- |
| 1.  | Hiszpania | Fernando Tallón       | 74,52 |
| 2.  | Rumunia   | Marcel Petra          | 70,72 |
| 3.  | Holandia  | Piet Olofsen          | 70,64 |
| 4.  | Grecja    | Christos Papachristos | 58,48 |